# 和歌山市立楠見中学校
和歌山市立楠見中学校（わかやましりつ くすみちゅうがっこう）は、和歌山県和歌山市善明寺にある市立中学校。
楠見小学校、楠見西小学校、楠見東小学校から進学してくる。

## 部活動

### 体育部
- バレーボール（女子）
- 陸上競技
- サッカー
- 水泳
- 剣道
- 柔道
- 野球
- ソフトボール
- バスケットボール
- ソフトテニス
- 硬式テニス

### 外部指導
- 硬式テニス
- 空手道
- フェンシング
- 柔道

### 文化部
- 吹奏楽
- 美術
- 家庭
- 書道
- 科学